# Москалу, Нина Андреевна
Нина Андреевна Москалу (10.08.1928, с. Дубно, ныне Сорокский район Молдавии — 18.03.1981, там же) — звеньевая механизированного звена колхоза имени Суворова Сорокского района Молдавской ССР, Герой Социалистического Труда (08.04.1971).
После окончания 7 классов школы работала в крестьянском хозяйстве родителей.
С 1949 года — колхозница, прицепщица, тракторист машинно-тракторной станции (МТС), а затем (с 1958 года) колхоза села Дубно, который сначала назывался имени Суворова, а с 1971 года — имени Котовского. Первая в МТС и колхозе женщина-механизатор.
Весной 1962 года возглавила механизированное звено, которое стабильно получало высокие урожаи зерна кукурузы (50-60 ц/га), маслосемян подсолнечника и корнеплодов сахарной свеклы. За высокие трудовые достижения 23.06.1966 награждена орденом Ленина.
Указом Президиума Верховного Совета СССР от 8 апреля 1971 года за выдающиеся успехи, достигнутые в развитии сельскохозяйственного производства и выполнении пятилетнего плана продажи государству продуктов земледелия, присвоено звание Героя Социалистического Труда с вручением ордена Ленина и золотой медали «Серп и Молот».
В 1973 году в её звене получена рекордная урожайность подсолнечника — 33,6 ц/га.
Заслуженный механизатор Молдавской ССР.
Депутат Верховного Совета СССР 9-го созыва (1974—1979) и Верховного Совета Молдавской ССР 7-го и 8-го созывов.
Член КПСС с 1956 года. Избиралась кандидатом в члены ЦК Компартии Молдавии.
Автор брошюры:
- Верным курсом: (Из опыта возделывания пропашных культур механизир. способом) / Н. А. Москалу, звеньевая колхоза им. Суворова, Сорок. района; [Записал Э. Гурбонов]. — Кишинев : Партиздат, 1965. — 28 с. : ил., портр.; 20 см.